# Frank Fahrenhorst
Frank Fahrenhorst (nascut el 24 de setembre de 1977 a Kamen) és un exfutbolista alemany que jugava com a defensa. Posteriorment fa d'entrenador de futbol.